# Наукова фантастика Азімова
«Наукова фантастика Азімова» (англ. Science Fiction by Asimov) — збірка науково-фантастичних оповідань американського письменника Айзека Азімова, опублікувана в 1986 році американським видавництвом « Davis Publications».

## Зміст
| Назва                | назва                           | рік  | тема      |
| -------------------- | ------------------------------- | ---- | --------- |
| На світі більше тайн | More Things In Heaven and Earth | 1986 | Азазел    |
| Листки відмови       | Rejection Slips                 | 1959 | поема     |
| Смерть фоя           | Death of a Foy                  | 1980 | фіґхут    |
| По м'якому сніжку    | Dashing Through the Snow        | 1984 | Азазел    |
| Потенціал            | Potential                       | 1983 | Мультивак |
| Очі не тільки бачать | Eyes Do More Than See           | 1965 |           |
| Глухий рокіт         | The Dim Rumble                  | 1982 | Азазел    |